# 香港電視廣播
香港的電視廣播始於1957年，第一間為香港提供電視服務的機構是麗的映聲，為商營電視台，以有線方式傳送畫面。其後首間以地面電視形式進行廣播的無綫電視亦於1967年啟播。
香港的電視牌照一般分為4種，包括「本地免費電視節目服務」、「本地收費電視節目服務」、「非本地電視節目服務」及「其他須領牌電視節目服務」。另外亦有為流動電視服務供應商而設的牌照，但流動電視牌照屬於電訊牌照下提供流動服務的綜合傳送者牌照，而普通的電視牌照則屬於廣播牌照。
現時香港共有4間機構提供本地免費電視節目服務，包括屬於政府部門的香港電台、以及3間商業電視台無綫電視（公司名為「電視廣播有限公司」）、香港電視娛樂和有線寬頻開電視。另外香港亦有一間提供本地收費電視節目服務的持牌機構now寬頻電視。而香港電視網絡（現已停止服務）為網絡傳輸的免費電視台，因此亦不視為電視節目服務。

## 電視台類型
根据获批的牌照不同，香港的電視台可分為「免費電視」和「收費電視」兩類，當中現有的免費電視台等同於香港現時所有提供地面電視服務的機構。

### 免費電視
免費電視是指獲得香港本地免費電視節目服務牌照（又稱為香港免費電視牌照、免費電視牌照）的電視台，該牌照只面向提供本地免費電視節目服務的機構。本地免費電視節目服務指擬供或可供超過5,000個住宅單位在香港免費接收的電視節目服務，並以香港為主要目標市場。持牌機構須遵行下列規定：
- 提供娛樂、資訊和教育，並確保節目內容均衡，能因應社會的多元需要和期望而提供全面的服務；
- 設有1個中文台及1個英文台；
- 於廣告宣傳時間方面，在每天下午5時至晚上11時的時段內，就每個時鐘小時而言合計不得超逾10分鐘，而在其他時間，廣告宣傳時間佔在有關時段內提供的節目服務的總時間合計不得超逾18%；
- 播放不少於指定數量的各類節目，包括新聞報道、時事節目、紀錄片、文化藝術節目、兒童節目、年青人節目和長者節目；及
- 為新聞報道、時事節目、天氣報告及緊急通告等節目提供字幕。[3]

現有的香港免費電視台包括港台電視、無綫電視、有線寬頻開電視及香港電視娛樂，它們都是香港僅有的地面電視服務供應機構，因此香港的免費電視的構成暫時等同於地面電視。不過，隨著有線寬頻開電視選擇使用有線電視廣播，香港的免費電視的構成不再局限於地面電視。

#### 廣播制式
香港免費電視節目服務現時透過地面電視（俗稱「大氣電波」）及有線電視提供數碼廣播。而在2020年11月30日或以前，亦有採用模擬廣播。模擬制式跟隨英國採用PAL-I作為標準，以數碼制式則採用源自中國大陸的DTMB（又名為DMB-T/H）。香港曾經計劃於2012年或之前停止模擬廣播，其後延期至2015年或之前，其後因為免費電視廣播的頻譜覆蓋面廣，而決定再延期至2020年。最後，行政會議於2019年1月29日作出決定，於2020年11月30日終止香港模擬電視廣播。

#### 牌照期限
根據《廣播條例》，通訊事務管理局作為香港廣播機構的法定組織，負責處理本地免費電視節目服務牌照的發牌及續牌申請，並向行政長官會同行政會議提交建議，由行政長官會同行政會議作出最終決定。一般来说，行政长官会同行政会议所批准的牌照年期不会超过12年。
在牌照屆滿的24個月前，持牌人須向通訊局呈交申請書要求續期或延期。通訊局會舉行公聽會等不同形式的公眾諮詢活動蒐集各界建議。按準則全面評該廣播機構的表現，最遲於牌照屆滿的12個月前向行政長官會同行政會議作出建議。按條例規定，若行政長官會同行政會議最終決定不將某免費電視牌照延期或續期，當局須給予持牌人在牌照有效期屆滿前最少12個月的通知期。如為遵守此通知期規定的緣故，行政長官會同行政會議可延展任何牌照的期限。
亞洲電視及無綫電視獲行政長官會同行政會議於2002年11月批准其免費電視服務牌照續期12年，有效期由2003年12月1日至2015年11月30日，並須進行中期檢討。2014年11月，通訊局向行政長官會同行政會議建議不向亞視續牌。但直至2015年4月1日，政府才宣佈亞洲電視免費電視牌照不獲續期，令亞洲電視成為香港史上首個不獲續牌的廣播機構，其牌照有效期因而獲延期至2016年4月1日。最終，亞洲電視於2016年4月2日凌晨零時結束廣播。

### 收費電視
收費電視是指獲批本地收費電視節目服務牌照的電視台，本地收費電視節目服務是指擬供或可供超過5,000個家庭住戶或酒店住房經繳付費用後在香港接收的電視節目服務，並以香港為主要目標市場。相比免費電視，收費電視可提供更多的頻道、更多的功能。
现在持有该牌照的包括now TV。收看的人須先向收費電視台登記，並安裝由收費電視台提供的接收器材或機頂盒方可收看。
香港的收費電視台主要提供服務的方式為有線電視及IPTV（網絡協定），部份電視台亦會以衛星電視的方式在未有網絡覆蓋的地方提供服務。

#### 牌照期限
根据《广播条例》第11条，本地收费电视节目服务牌照的续期或延期和本地免费电视节目服务牌照1的规定相同，可参照上文。

### 其他类型
其他类型是指获得非本地电视节目服务牌照和其他须领牌电视节目服务牌照的机构。
非本地电视节目服务并非以香港为主要目标市场。此类服务只须遵守最基本的标准。不过，持牌人必须确保其服务符合接收国家及地区的法例及标准。
其他须领牌电视节目服务牌照分为两类，其他须领牌电视节目服务指目标观众少于5,000个家庭住户（甲类）或酒店住房（乙类）的电视节目服务。A（甲）类牌照适用于为不超过5000个指明处所或单一屋苑的观众提供电视节目服务；B（乙）类牌照适用于为酒店房间提供电视节目服务。两类牌照均可在香港以免费或收费方式提供服务。

## 廣播類流動電視服務
流動電視服務泛指以無線方式傳送影音內容供流動電話或其他手提器材接收的電視節目服務。流動電視服務營辦商為用戶提供具備流動性和個人化的影音內容，與傳統電視服務不盡相同。
2008年12月16日，行政會議上建議透過行政長官指令、根據建議的推行框架，在香港發展廣播類流動電視服務。
其後，香港政府於2010年2月公布「香港廣播類流動電視服務發展框架」。2010年6月，政府開放特高頻頻帶內一條頻寬為8兆赫的數碼頻道（678~686MHz，亦稱為47號頻道）競投，並且流動電視服務不受《廣播條例》監管，2008年及2010年的《流動電視服務發展框架》表示流動電視的傳送以《電訊條例》規管，節目則另設守則。
該段頻譜後由中國移動香港以作價港幣1億7千5百萬投得。其後中移動香港獲發綜合傳送者牌照，以提供廣播類流動電視服務及相關服務，期限至2025年8月30日。2012年2月，廣播類流動電視服務正式推出，消費者使用支援中國移動多媒體廣播標準的流動裝置即可接收UTV流動電視節目。
2013年12月20日，香港電視網路宣布完成對中移動香港全資子公司CMHKCL收購，後改稱香港流動電視網絡，作價1億4,220萬港元，並表示於2014年7月1日或之前啟播。香港電視同時表示，基於此等發展情況、將會恢復內容製作業務，並會計劃提議分階段重新聘用於10月16日宣布裁減的大約320名員工。2018年3月27日，香港電視網絡宣布將當年購得的廣播類行動電視牌照交回予通訊局。

## 境外播放
香港的地面電視頻道除了能在香港本土接收外，亦能夠在鄰近地區包括廣東省及澳門有限度接收。而由香港電視台製作的部份節目會被外銷到其他地區以不同形式播放，這些地區主要包括中國大陸、台灣、馬來西亞及新加坡等。

### 中国大陆
1970年代末改革開放，電視開始在中国内地普及。珠三角地區因鄰近香港，民衆紛紛自制魚骨天線收看香港的電視節目，其中也包括無綫電視。此种行為被廣東政府視為非法，但屢禁不止。後來由於有線電視服務開始在中國大陸出現，各地有綫電視台將香港電視納入其中的頻道，從此收看質量相對較低且有違法風險的魚骨天線消失。此類情況多數屬於非法盜播，但香港電視台對此無能為力。
中國大陸電視台一直盜播香港電視頻道，在1989年六四事件之後，中國當局對香港電視播放的新聞類節目採取了技術干擾或封鎖的手段。在1990年代初，干擾的主要方式是電波干擾，於某些敏感時刻對亞洲電視和無綫電視施行，但效果甚微。此後亞洲電視和無綫電視被納入廣東的有線電視網，從20世紀末起，凡是節目涉及到中國當局認為的敏感話題時，節目被強行插播廣告或其它內容（1990年初中期為測色板，現為香港政府廣告或內地的商業廣告）。此外，從此時開始，除深宵外香港電視台的廣告也開始遭到插播，被內地的地方有線電視台用自己接洽的廣告替代從而牟利。后來，亞洲電視和廣州兩間有線電視公司達成合作協議，亞視允許有線電視在規定的時段內插播廣告，但是每次廣告時段都有一段廣告時間是必須照播香港廣告，不得提前插播。然而，廣東省內其他城市收看到的節目源均由廣州「省線」提供，當這個信號落到下面縣市的時候，就會再被當地市級電視台、縣級電視台、及鎮級電視台層層插播，往往會導致插播廣告超時和插播廣告質素參差不齊，通常最底下的電視台插的廣告最「噁心」。所以在廣州以外地區是基本上看不到香港廣告。
從2019年1月1日凌晨2時起，廣東省有線、廣州市有線、深圳天威有線等取消插播任何商業廣告。2019年3月21日起，珠海有線取消插播任何商業廣告，但其他有線至今仍然繼續插播當地廣告。

## 監管
香港電視廣播業務，由通訊事務管理局負責監管及處理投訴事宜。

## 頻率表
| 頻道編號 | 頻率範圍（MHz） | 數碼電視頻道（發射站）                                                                |
| -------- | --------------- | ------------------------------------------------------------------------------------- |
| 21       | 470-478         | 深圳卫视HD、深圳都市HD                                                                |
| 22       | 478-486         | HOY國際財經台、HOY TV、HOY資訊台                                                      |
| 23       | 486-494         |                                                                                       |
| 24       | 494-502         |                                                                                       |
| 25       | 502-510         | 广东新闻、广东体育、广东珠江、经济科教、广东卫视                                      |
| 26       | 510-518         |                                                                                       |
| 27       | 518-526         | 港台電視31、港台電視32、港台電視33、港台電視34                                        |
| 28       | 526-534         |                                                                                       |
| 29       | 534-542         | 港台電視35                                                                            |
| 30       | 542-550         |                                                                                       |
| 31       | 550-558         | CCTV-1、CCTV-2、CCTV-4、CCTV-10、CCTV-12、CCTV-13、CCTV-14、CCTV-15、中央人民广播电台 |
| 32       | 558-566         |                                                                                       |
| 33       | 566-574         |                                                                                       |
| 34       | 574-582         |                                                                                       |
| 35       | 582-590         | TVB Plus、無綫新聞台、明珠台、鳳凰衛視香港台                                          |
| 36       | 590-598         |                                                                                       |
| 37       | 598-606         | 翡翠台、ViuTVsix、ViuTV                                                               |
| 38       | 606-614         |                                                                                       |
| 39       | 614-622         |                                                                                       |
| 40       | 622-630         | 广东珠江、广东新闻、广东经济科教、广东体育、中山综合（五桂山）                        |
| 41       | 630-638         | 珠海广播电视台新闻综合频道高清（石景山公园）                                          |
| 42       | 638-646         |                                                                                       |
| 43       | 646-654         |                                                                                       |
| 44       | 654-662         |                                                                                       |
| 45       | 662-670         | 深圳移动电视1、2、5台、CCTV13                                                         |
| 46       | 670-678         | CCTV-9、CCTV-11、CCTV-17、CGTN、CCTV-1 HD（梧桐山）                                   |
| 47       | 678-686         |                                                                                       |
| 48       | 686-694         |                                                                                       |
| 49       | 694-702         |                                                                                       |
| 50       | 702-710         |                                                                                       |
| 51       | 710-718         |                                                                                       |
| 52       | 718-726         |                                                                                       |
| 53       | 726-734         |                                                                                       |
| 54       | 734-742         |                                                                                       |
| 55       | 742-750         |                                                                                       |
| 56       | 750-758         |                                                                                       |
| 57       | 758-766         |                                                                                       |
| 58       | 766-774         |                                                                                       |
| 59       | 774-782         |                                                                                       |
| 60       | 782-790         |                                                                                       |
| 61       | 790-798         |                                                                                       |
| 62       | 798-806         |                                                                                       |

## 外部連結
- 香港電視廣播服務頻率表(2021-04-01) （页面存档备份，存于），通訊事務管理局
- 香港電視廣播服務頻率表(2017-11-29) （页面存档备份，存于），通訊事務管理局
- 通訊事務管理局